# Mon Redee Sut Txi
Mon Redee a/p Sut Txi (Pengkalan Hulu, 10 febbraio 1982) è un'ex arciera malese, membro della minoranza thailandese del paese.
Ha rappresentato la Malaysia ai giochi olimpici di Atene 2004, a due campionati del mondo e a una edizione dei campionati asiatici.

## Biografia
Mon Redee Sut Txi ha iniziato a praticare il tiro con l'arco nel 1998, facendo il proprio debutto internazionale nel 2001.

### Giochi olimpici
Fece parte della delegazione malese ad Atene 2004. È stata la prima arciera del suo paese a qualificarsi ai giochi.
Nel round di qualificazione giunse al 32º posto, venendo sconfitta al primo turno della fase ad eliminazione diretta da Natalia Bolotova.

### Campionati mondiali
La sua prima partecipazione ad un mondiale fu nel 2003 a New York. Arrivò 88ª nel round di qualificazione, mancando l'accesso alla fase ad eliminazione diretta.
Due anni più tardi, a Madrid 2005, fu 57ª nel turno di qualificazione e venne eliminata al primo turno della fase ad eliminazione diretta dalla russa Margarita Galinovskaya. Nelle qualificazioni della gara a squadre fu la migliore delle arciere Malesia, ma il 18º posto raggiunto non fu sufficiente per accedere al tabellone principale.

### Campionati asiatici
Mon Redee Sut Txi ha preso parte anche ai campionati continentali del 2003: nell'individuale femminile chiuse le qualifiche al 22º posto, giungendo poi sino ai quarti di finale dove fu sconfitta dalla cinese Ling Sang che avrebbe poi vinto la medaglia d'oro. Essendo la terza classificata tra le atlete che non avevano ancora ottenuto la qualificazione ai successivi giochi olimpici, si guadagnò così il pass per Atene 2004.

### Giochi del sud-est asiatico
Ai Giochi del Sud-est asiatico 2003 vinse due medaglie d'argento, nell'individuale e nella gara a squadre.
Due anni dopo venne eliminata al primo turno nell'individuale.